# Somatidia rufescens
Somatidia rufescens är en skalbaggsart som beskrevs av Stefan von Breuning 1940. Somatidia rufescens ingår i släktet Somatidia och familjen långhorningar. Inga underarter finns listade i Catalogue of Life.